# Martin Andreasson
Martin Andreasson(sinh ngày 1 tháng 10 năm 1970 tại Malmö), là một chính khách Đảng Nhân dân Tự do Thụy Điển, một thành viên của Riksdag 2002–2006. Ông là người đồng tính công khai. Ông cũng là một thành viên tích cực của fandom khoa học viễn tưởng Thụy Điển.